# Nathalie Emmanuel
Nathalie Joanne Emmanuel (Southend-on-Sea, Anglaterra, 2 de març de 1989) és una actriu anglesa coneguda pel seu paper a la sèrie Game of Thrones. La mare de la Nathalie és de Dominica i el seu pare és de Saint Lucia i d'Anglaterra.